# 中口雅史
中口 雅史（なかぐち まさふみ、1972年4月10日 - ）は、徳島県徳島市出身の元サッカー選手、サッカー指導者。現役時代のポジションはミッドフィールダー。

## 来歴

### 選手時代
長崎県立国見高校時代は決定力の高いFWとして活躍。初の九州勢同士の決勝となった第69回全国高等学校サッカー選手権大会決勝の対鹿児島実業高校戦では、延長後半に決勝点を挙げ、国見高校を優勝へ導いた。
大阪商業大学を経て1995年に入団したガンバ大阪での公式戦の試合出場はなし。1997年からは佐川急便大阪SCに完全移籍。関西サッカーリーグ1部では1998年および1999年にベスト11に選出された。

### 指導者
引退後の2002年から佐川急便大阪SCでコーチを務め、2006年に監督に昇格。2007年から佐川急便SCの監督を経て、2008年にテクニカルディレクターに就任したが、クラブの成績不振に伴い2008年10月に監督に就任。2007年にはJFA 公認S級コーチ資格を取得。
2007年、2009年、2011年とリーグ最多の3回の日本フットボールリーグの最優秀監督賞を受賞。
2013年、G大阪の強化本部スタッフに就任。2016年よりMIOびわこ滋賀の監督に就任。
2019年12月21日、ヴァンラーレ八戸の監督に就任。2020年10月10日、シーズン終了後に退任すると発表された。
2021年、アイン食品株式会社サッカー部のヘッドコーチに就任、同年8月21日付G大阪の強化アカデミー部 強化部長に就任。
2023年シーズンをもってG大阪の強化部長を退任した。
2024年よりヴィッセル神戸のテクニカルダイレクターに就任した。

## 所属クラブ
- 1988年 - 1990年 長崎県立国見高等学校
- 1991年 - 1994年 大阪商業大学
- 1995年 - 1996年 ガンバ大阪
- 1997年 - 2001年 佐川急便大阪SC

## 個人成績
| 国内大会個人成績 | 国内大会個人成績 | 国内大会個人成績 | 国内大会個人成績 | 国内大会個人成績 | 国内大会個人成績 | 国内大会個人成績 | 国内大会個人成績 | 国内大会個人成績 | 国内大会個人成績 | 国内大会個人成績 | 国内大会個人成績 |
| 年度             | クラブ           | 背番号           | リーグ           | リーグ戦         | リーグ戦         | リーグ杯         | リーグ杯         | オープン杯       | オープン杯       | 期間通算         | 期間通算         |
| 年度             | クラブ           | 背番号           | リーグ           | 出場             | 得点             | 出場             | 得点             | 出場             | 得点             | 出場             | 得点             |
| 日本             | 日本             | 日本             | 日本             | リーグ戦         | リーグ戦         | リーグ杯         | リーグ杯         | 天皇杯           | 天皇杯           | 期間通算         | 期間通算         |
| ---------------- | ---------------- | ---------------- | ---------------- | ---------------- | ---------------- | ---------------- | ---------------- | ---------------- | ---------------- | ---------------- | ---------------- |
| 1995             | G大阪            | -                | J                | 0                | 0                | -                | -                | 0                | 0                | 0                | 0                |
| 1996             | G大阪            | -                | J                | 0                | 0                | 0                | 0                | 0                | 0                | 0                | 0                |
| 通算             | 日本             | 日本             | J                | 0                | 0                | 0                | 0                | 0                | 0                | 0                | 0                |
| 総通算           | 総通算           | 総通算           | 総通算           | 0                | 0                | 0                | 0                | 0                | 0                | 0                | 0                |

## 指導歴
- 2002年 - 2006年 佐川急便大阪SC
  - 2002年 - 2005年 ：コーチ[3]
  - 2006年 ：監督[3]
- 2007年 - 2012年 佐川急便SC/SAGAWA SHIGA FC
  - 2007年 ：監督[3]
  - 2008年1月 - 9月 ：テクニカルディレクター[3]
  - 2008年10月 - 2012年 ：監督[3]
- 2013年 - 2015年 ガンバ大阪：強化担当[3]
- 2016年 - 2019年 MIOびわこ滋賀：監督
- 2020年 ヴァンラーレ八戸：監督
- 2021年 - 2021年8月 アイン食品株式会社サッカー部：ヘッドコーチ[6]
- 2021年8月 - 2023年 ガンバ大阪：強化アカデミー部 強化部長[6]
- 2024年 - ヴィッセル神戸 テクニカルダイレクター